# Georg Ludwig Ulex

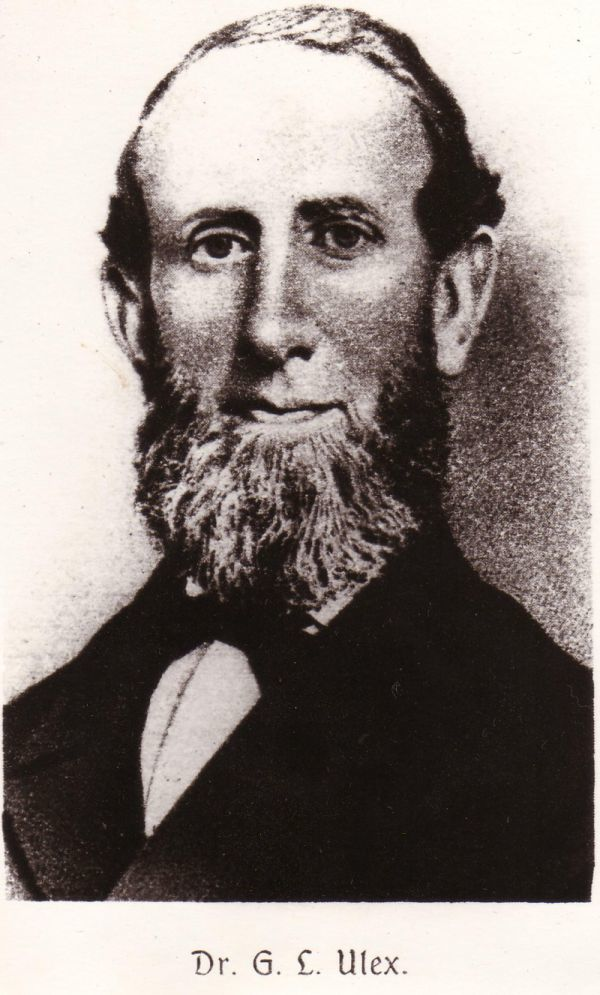
Georg Ludwig Ulex

Georg Ludwig Ulex (* 8. Oktober 1811 in Neuhaus an der Oste; † 25. März 1883 in Altona) war ein deutscher Chemiker und Politiker.

## Biografie
Ulex war seit 1838 Apotheker in Hamburg, dort Lehrer der Physik und Chemie an der pharmazeutischen Lehranstalt und seit 1856 beeidigter Handelschemiker.
Nach ihm benannt ist das Mineral Ulexit – Boronatrocalcit. Von ihm benannt wurde Struvit – Ammonium-Magnesiumphosphat (nach Heinrich Christoph Gottfried von Struve).
Ulex war Mitglied der Hamburger Konstituante. Von 1859 bis 1860 und von 1862 bis 1874 gehörte er der Hamburgischen Bürgerschaft an.

## Arbeiten
- Wirkung des Schwefels auf fette Öle 1833
- Quecksilberreinigung durch Eisenchlorid 1846
- Über Struvit 1848
- Amoniumbicarbonat 1848
- Boronatrocalcit 1849
- Atakamit 1849
- Verbreitung des Kupfers im Tier- und Pflanzenreiche 1865
- Nachweis des Schwefels im Leuchtgas 1870